# رعد 2 (مدفع)
مدفع رعد -2 هو مدفع ذاتي الحركة عيار 155 ملم إيراني الصنع، كشف عنه رسمياً يوم الاثنين 22 سبتمبر 2014م. تُعَد منظومة رعد 2 نسخة مطورة من منظومة رعد 1 الصاروخية التي صممتها وصنعتها القوة الجوفضائية لحرس الثورة الإسلامية ، وتقوم مؤسسة «حديد» من هيئة الصناعات الدفاعية الإيرانية بتجهيز الذخائر للمدفعين المذكورين.

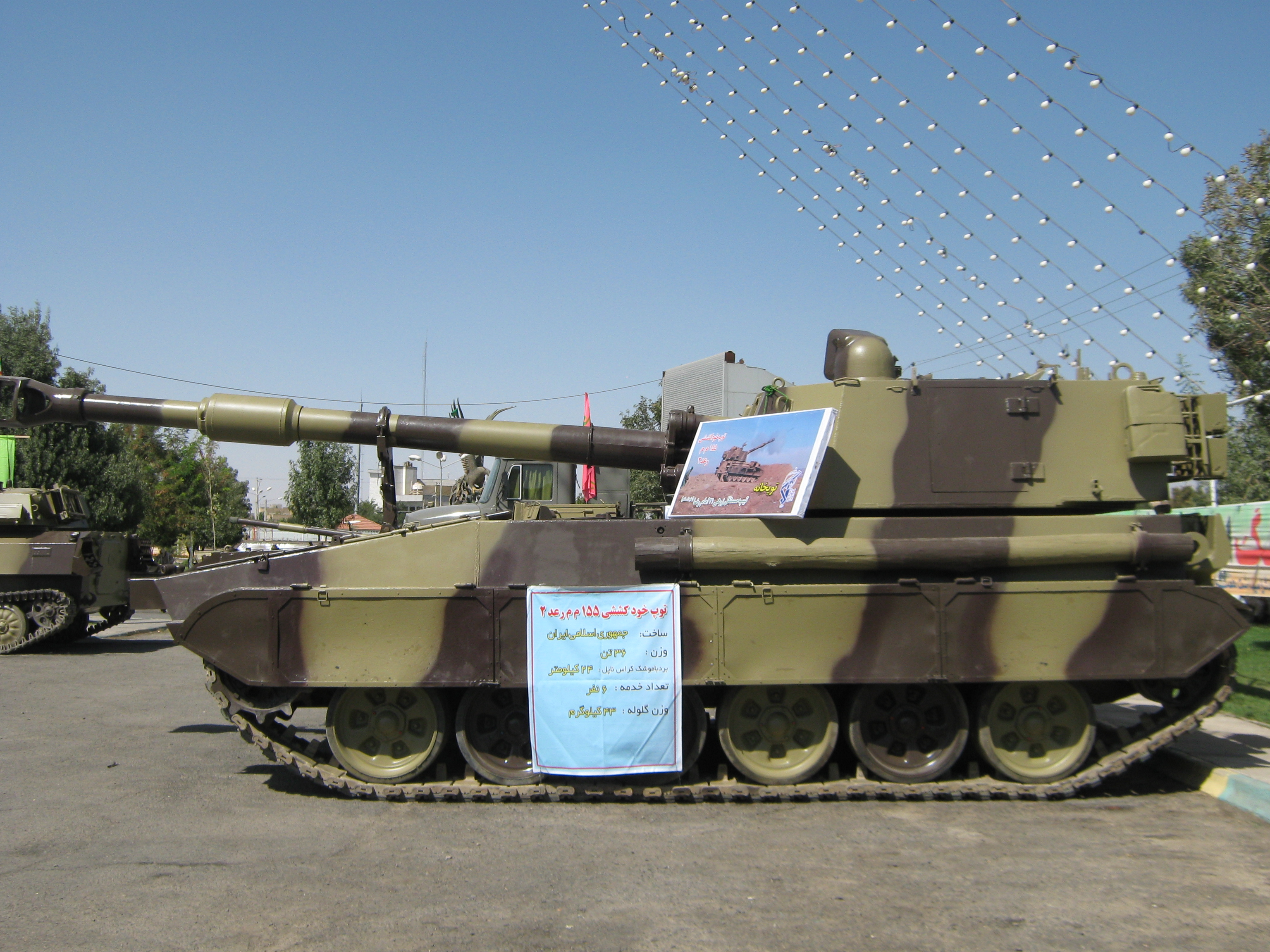
مدفع رعد-2 ذاتي الحركة، عيار 155ملم، إيراني الصنع

## خصائص
يطلق المدفع الذخائر شديدة الانفجار وبمعدل 5 طلقات في الدقيقة الواحدة ويمكن أن تتحرك ماسورة المدفع من أسفل إلى أعلى (- 3 إلى + 75) درجة، ومزود بمقدر مسافات ليزري وتبلغ سرعة المدفع 70 كيلومتر\ساعة، يجلس السائق  على يسار المقدمة وعلى اليمين مجموعة الدفع، وبالنسبة لنظام التعليق يحتوي الجنزير على 6 عجلات ثنائية الشكل ذات إطارات مطاطية على كل جانب ويشبه نظام التعليق والعجلات النظام الموجود في الدبابة T-72 التي أنتجتها إيران بترخيص من روسيا لعدة سنوات، وفي مؤخرة الشاسيه يوجد باب كبير لإعادة التعمير للذخائر. يوجد المحرك في مقدمة هيكل المدفع وفي الخلف مكان الطاقم والعتاد، ويضم طاقم المدفع 5 اشخاص. النظام اليدوي والآلي لإطلاق القذيفة ولوحة التحكم والقيادة ونظام الرؤية الليلي ونظام المحافظة nbc الاتوماتيكي و«جي بي اس» ونظام رقمي يعرض حالة الطقس، والاستمرارية أثناء إطلاق القذائف والإطلاق من زوايا مستقلة والتنفيذ السريع للإطلاق والنظام الاتوماتيكي للتحكم بالإطلاق والتحرك بسرعة من أبرز إمكانيات هذا المدفع. وقد جُهِّز المدفع بمزيل للدخان، وبكابح للحد من ارتداد الماسورة عند الإطلاق.